# Аит-Фана, Карим
Кари́м Аит-Фана́ (араб. كاريم ايت-فانا‎; род. 25 февраля 1989, Лимож) — марокканский футболист, нападающий. В 2012 году сыграл три матча за сборную Марокко.

## Карьера

### Клубная
Карим Аит-Фана — воспитанник клуба «Монпелье». Дебютировал в основном составе клуба 12 мая 2006 года в матче Лиги 2 против «Гавра», заменив на 82-й минуте встречи Виктора Монтаньо
.
Первый гол за «Монпелье» форвард забил в ворота «Шатору» 27 апреля 2007 года.
По итогам сезона 2008/09 «Монпелье» вернулся в Лигу 1 и 8 августа 2009 года Аит-Фана впервые сыграл в высшем футбольном дивизионе Франции.
Две недели спустя в матче против «Сошо» форвард с передачи Жоффруа Дерниса забил свой первый гол в Лиге 1.
В сезоне 2010/11 Аит-Фана в составе «Монпелье» играл в финале кубка лиги, а год спустя стал чемпионом Франции.
18 сентября 2012 года матчем против лондонского «Арсенала» Аит-Фана дебютировал в Лиге чемпионов
.
В следующем своём матче на турнире марокканский форвард забил гол в ворота «Шальке», использовав передачу Реми Кабелля.

### В сборной
Карим Аит-Фана выступал за юношеские сборные Франции различных возрастов и молодёжную сборную страны. 25 мая 2012 года форвард дебютировал в сборной Марокко в товарищеском матче с Сенегалом
. Нападающий в составе сборной принимал участие в отборочном турнире чемпионата мира 2014 года.

## Достижения
Монпелье
- Чемпион Франции: 2011/12
- Финалист кубка французской лиги: 2010/11

## Статистика

### Клубная
| Клуб     | Сезон   | Национальный чемпионат | Национальный чемпионат | Национальный чемпионат | Национальные кубки | Национальные кубки | Континентальные кубки | Континентальные кубки | Всего | Всего |
| Клуб     | Сезон   | Лига                   | Игры                   | Голы                   | Игры               | Голы               | Игры                  | Голы                  | Игры  | Голы  |
| -------- | ------- | ---------------------- | ---------------------- | ---------------------- | ------------------ | ------------------ | --------------------- | --------------------- | ----- | ----- |
| Монпелье | 2005/06 | Лига 2                 | 1                      | 0                      | 0                  | 0                  | 0                     | 0                     | 1     | 0     |
| Монпелье | 2006/07 | Лига 2                 | 13                     | 1                      | 0                  | 0                  | 0                     | 0                     | 13    | 1     |
| Монпелье | 2007/08 | Лига 2                 | 31                     | 2                      | 0                  | 0                  | 0                     | 0                     | 31    | 2     |
| Монпелье | 2008/09 | Лига 2                 | 29                     | 6                      | 3                  | 0                  | 0                     | 0                     | 32    | 6     |
| Монпелье | 2009/10 | Лига 1                 | 33                     | 5                      | 2                  | 2                  | 0                     | 0                     | 35    | 7     |
| Монпелье | 2010/11 | Лига 1                 | 19                     | 0                      | 4                  | 0                  | 2                     | 0                     | 25    | 0     |
| Монпелье | 2011/12 | Лига 1                 | 11                     | 2                      | 4                  | 0                  | 0                     | 0                     | 15    | 2     |
| Монпелье | 2012/13 | Лига 1                 | 7                      | 0                      | 0                  | 0                  | 2                     | 1                     | 9     | 1     |
| Всего    | Всего   | Всего                  | 144                    | 16                     | 13                 | 2                  | 4                     | 1                     | 161   | 19    |

### Международная
| Матчи Аит-Фана за сборную Марокко | Матчи Аит-Фана за сборную Марокко | Матчи Аит-Фана за сборную Марокко | Матчи Аит-Фана за сборную Марокко | Матчи Аит-Фана за сборную Марокко | Матчи Аит-Фана за сборную Марокко | Матчи Аит-Фана за сборную Марокко |
| №                                 | Дата                              | Оппонент                          | Счёт                              | Голы Аит-Фана                     | Соревнование                      |                                   |
| --------------------------------- | --------------------------------- | --------------------------------- | --------------------------------- | --------------------------------- | --------------------------------- | --------------------------------- |
| 1                                 | 25 мая 2012                       | Сенегал                           | 0-1                               | -                                 | Товарищеский матч                 |                                   |
| 2                                 | 2 июня 2012                       | Гамбия                            | 1-1                               | -                                 | Отборочный матч ЧМ—2014           |                                   |
| 3                                 | 9 июня 2012                       | Кот-д’Ивуар                       | 2-2                               | -                                 | Отборочный матч ЧМ—2014           |                                   |